# Novemdeciljard
Novemdeciljard är talet 10117 i tiopotensnotation, och kan skrivas med en etta följt av 117 nollor, alltså
1 000 000 000 000 000 000 000 000 000 000 000 000 000 000 000 000 000 000 000 000 000 000 000 000 000 000 000 000 000 000 000 000 000 000 000 000 000 000 000.
Ordet novemdeciljard kommer från det latinska prefixet novemdeca- (nitton) och med ändelse från miljard.
En novemdeciljard är lika med en miljon octodeciljarder eller en miljondel av en vigintiljard.
En novemdeciljarddel är 10−117 i tiopotensnotation.